# Mường Mô
Mường Mô là một xã thuộc huyện Nậm Nhùn, tỉnh Lai Châu, Việt Nam.
Xã Mường Mô có diện tích 202,08 km², dân số năm 2012 là 2.927 người, mật độ dân số đạt 14 người/km².